# Eurostar Group

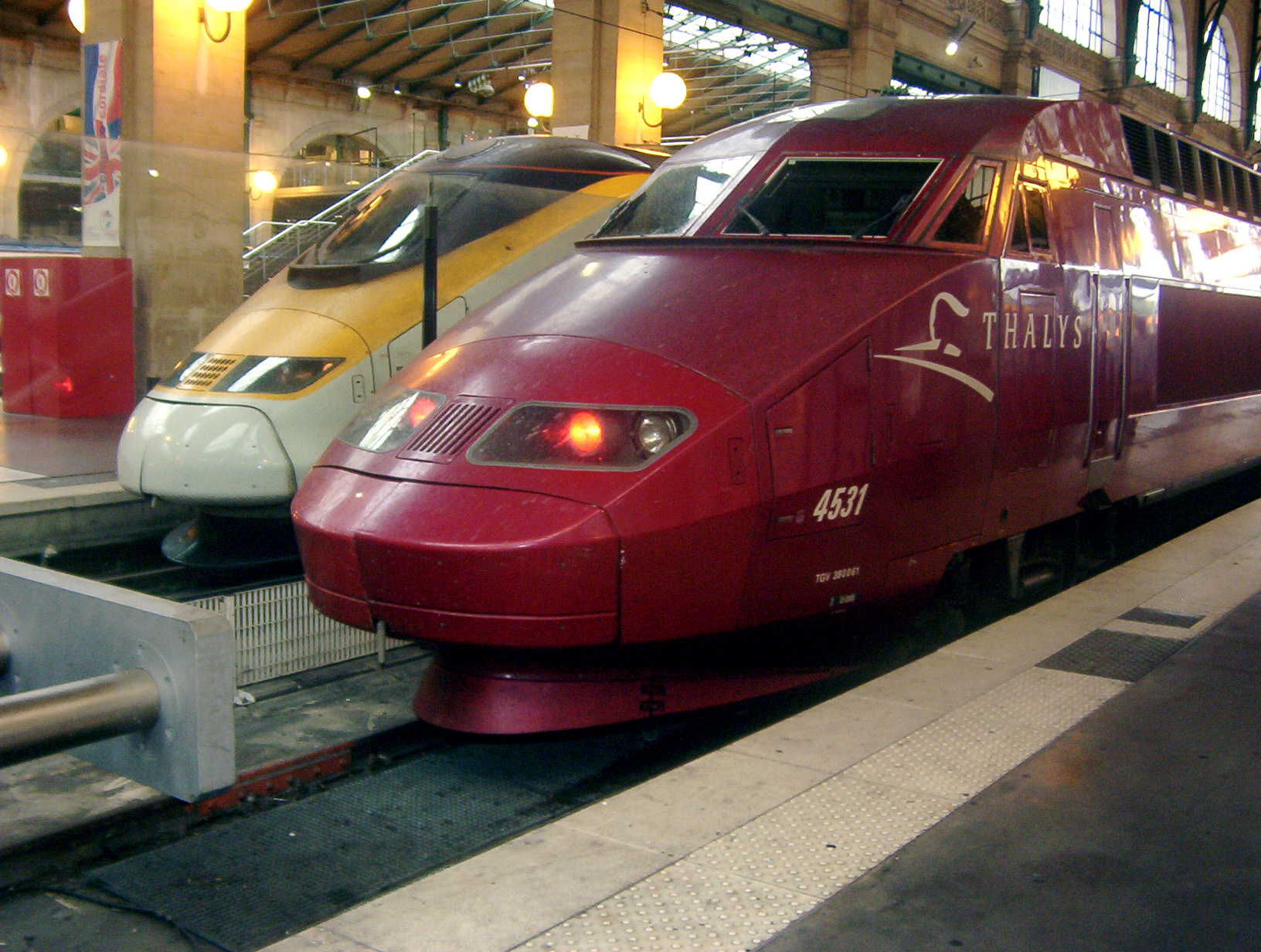
Züge beider Eurostar-Gesellschaften im Bahnhof Paris-Nord

Die Eurostar Group ist eine Holdinggesellschaft mit Sitz in Saint-Gilles/Sint-Gillis, Belgien. Das Unternehmen wurde am 7. April 2022 gegründet. Ihre Tochterunternehmen Eurostar International und THI Factory betreiben europäischer Hochgeschwindigkeitszüge zwischen Frankreich, Großbritannien, Belgien, den Niederlanden und Deutschland unter dem Namen Eurostar. Die Marke Eurostar wurde ursprünglich nur für Verbindungen zwischen Großbritannien und dem europäischen Kontinent von Eurostar International genutzt; seit 2023 wird die Marke auch für Verbindungen zwischen Frankreich, Belgien, den Niederlanden und Deutschland genutzt, die bis dahin unter der Marke Thalys verkehrten. Mehrheitseigner der Gesellschaft ist die französische SNCF.

## Hintergrund
2019 gab die französische Staatsbahn SNCF bekannt, dass sie die beiden mehrheitlich gehaltenen Verkehrsunternehmen Thalys und Eurostar International fusionieren wolle.
Die ursprünglich für 2021 geplante Fusion wurde aufgeschoben, nachdem bei beiden Tochterunternehmen finanzielle Probleme entstanden waren, ausgelöst durch Verkehrseinschränkungen aufgrund der COVID-19-Pandemie.
Im Februar 2022 wurde Thalys International auf THI Factory verschmolzen.
Im April 2022 wurde die Eurostar Group als Holdinggesellschaft mit Sitz in Saint-Gilles/Sint-Gillis gegründet, an der SNCF Voyageurs (55,75 %), CDPQ (19,31 %), NMBS/SNCB (18,5 %) und von Federated Hermes Infrastructure über Patina Rail verwaltete Fonds (6,44 %) beteiligt sind. Die Eurostar Group hält 100 % der Anteile an Eurostar International Limited und THI Factory SA.
Seit Oktober 2023 treten die Züge beider Unternehmen einheitlich unter der Marke Eurostar auf.
Für den gemeinsamen Auftritt wurde ein neues Logo geschaffen; die beiden Gesellschaften behalten dabei die bisherige Farbgebung ihrer Züge (rot für die ehemaligen Thalys-Züge; blau/weiß/gelb für die Eurostar-Züge).
Das Unternehmen plant, die 2024 eingesetzten Einheiten vom Typ PBA und PBKA sowie TGV TMST – alle von Alstom gebaut – ab 2030 durch bis zu 50 neue Einheiten zu ersetzen. Sie sollen auf sämtlichen bestehenden Eurostar-Verbindungen sowie auf neuen Verbindungen eingesetzt werden.